# El Amparo de Apure
El Amparo de Apure ist ein Ort beziehungsweise Sitz eines Kirchspiels der Gemeinde Páez im Bundesstaat Apure in Venezuela. El Amparo liegt direkt an der Grenze zu Kolumbien; es ist mit der Stadt Arauca über eine Brücke verbunden. Neben der Hauptstadt Guasdualito und Ciudad Sucre ist El Amparo wichtigster Ort seiner Gemeinde. Es hat etwa 14.800 Einwohner (2005).
El Amparo wurde im späten 18. Jahrhundert als El Amparo del Paso Real de Arauca auf der gegenüberliegenden Seite der heute kolumbianischen Stadt Arauca am Río Arauca gegründet. Seit 1846 ist El Amparo offiziell ein Kirchspiel und damit als Verwaltungseinheit eingetragen.
Heute ist die Wirtschaft von El Amparo vor allem durch Handel geprägt. Es beherbergt ein Zollamt zweiter Klasse. Da es am Río Arauca liegt, ist auch Fischerei bedeutend. Die Umgebung, eine waldreiche Savannenlandschaft am Fuß der Anden, ist von Land- und Forstwirtschaft bestimmt.
1988 wurden in El Amparo Fischer vom venezolanischen Militär beschossen, 14 kamen ums Leben. Die Täter waren eine Eliteeinheit, die gegen Rebellen vorgehen sollte. Die Soldaten wurden vor Militärgerichten freigesprochen. 1995 entschied der Internationale Gerichtshof für Menschenrechte, dass die kolumbianische Armee für das Massaker verantwortlich war, Venezuela missachtet das Urteil seither.